# Sportler des Jahres 1998 (Deutschland)
Die Sportler des Jahres 1998 in Deutschland wurden von den Fachjournalisten gewählt und am Jahresende im Kurhaus von Baden-Baden ausgezeichnet. Veranstaltet wurde die Wahl zum 52. Mal von der Internationalen Sport-Korrespondenz (ISK).

## Männer
| Platz | Sportler           | Sportart        | Punkte | Erfolge 1998                                        |
| ----- | ------------------ | --------------- | ------ | --------------------------------------------------- |
| 1.    | Georg Hackl        | Rennrodeln      | 2441   | Olympiasieger                                       |
| 2.    | Jan Ullrich        | Straßenradsport | 1875   | Zweiter Tour de France                              |
| 3.    | Lars Riedel        | Leichtathletik  | 1712   | Europameister Diskuswurf                            |
| 4.    | Nils Schumann      | Leichtathletik  | 1468   | Europameister u. Halleneuropameister 800-Meter-Lauf |
| 5.    | Erik Zabel         | Straßenradsport | 1024   | Sieger der Punktewertung Tour de France             |
| 6.    | Damian Kallabis    | Leichtathletik  | 0866   | Europameister 3000-Meter-Hindernislauf              |
| 7.    | Oliver Bierhoff    | Fußball         | 0664   | Torschützenkönig Serie A                            |
| 8.    | Michael Schumacher | Formel 1        | 0609   | Weltmeisterschaftszweiter                           |
| 9.    | Jörg Roßkopf       | Tischtennis     | 0540   | Europameister im Doppel                             |
| 10.   | Christoph Langen   | Bobsport        | 0461   | Olympiasieger im Vierer-, Bronze im Zweierbob       |

## Frauen
| Platz | Sportler          | Sportart       | Punkte | Erfolge 1998 |
| ----- | ----------------- | -------------- | ------ | --- |
| 1.    | Katja Seizinger   | Ski Alpin      | 3447   | Olympiasiegerin Abfahrt u. Kombination, Dritte Riesenslalom, Weltcupsiegerin Gesamt, Abfahrt u. Super-G             |
| 2.    | Grit Breuer       | Leichtathletik | 2187   | Europameisterin 400-Meter-Lauf u. 4-mal-400-Meter-Staffel                                                           |
| 3.    | Gunda Niemann     | Eisschnelllauf | 2136   | Olympiasiegerin 3000 Meter, Silber 1500 u. 5000 Meter, Weltmeisterin Mehrkampf u. Einzelstrecken 3000 u. 5000 Meter |
| 4.    | Heike Drechsler   | Leichtathletik | 2031   | Europameisterin |
| 5.    | Isabell Werth     | Dressurreiten  | 1494   | Weltmeisterin Einzel u. Mannschaft                                                                                  |
| 6.    | Uschi Disl        | Biathlon       | 0758   | Olympiasiegerin Staffel, Silber Sprint, Bronze Einzel                                                               |
| 7.    | Birgit Fischer    | Kanurennsport  | 0627   | Weltmeisterin Vierer 500 Meter, Zweite Zweier 1000 Meter                                                            |
| 8     | Hilde Gerg        | Ski Alpin      | 0580   | Olympiasiegerin Slalom, Bronze Kombination                                                                          |
| 9.    | Sabine Bau        | Fechten        | 0429   | Weltmeisterin Florett                                                                                               |
| 10.   | Claudia Pechstein | Eisschnelllauf | 0414   | Olympiasiegerin 5000 Meter, Silber 3000 Meter, Weltmeisterschaftszweite Mehrkampf                                   |

## Mannschaften
| Platz | Sportler                       | Sportart        | Punkte | Erfolge 1998                                        |
| ----- | ------------------------------ | --------------- | ------ | --------------------------------------------------- |
| 1.    | 1. FC Kaiserslautern           | Fußball         | 2812   | Deutscher Meister in der Aufstiegssaison            |
| 2.    | Biathlon-Staffel Frauen        | Biathlon        | 1739   | Olympiasieger                                       |
| 3.    | 4-mal-400-Meter-Staffel Frauen | Leichtathletik  | 1670   | Europameister                                       |
| 4.    | Springreiter-Equipe            | Springreiten    | 1366   | Weltmeister                                         |
| 5.    | McLaren-Mercedes               | Formel 1        | 1121   | Gewinner Formel-1-Konstrukturswertung               |
| 6.    | Team Telekom                   | Straßenradsport | 1049   | Gesamtzweiter u. Sieger Punktwertung Tour de France |
| 7.    | THW Kiel                       | Handball        | 1006   | EHF-Pokalsieger, Deutscher Meister u. Pokalsieger   |
| 8.    | Biathlon-Staffel Männer        | Biathlon        | 0964   | Olympiasieger                                       |
| 9.    | Dressur-Equipe                 | Dressurreiten   | 0817   | Weltmeister                                         |
| 10.   | Viererbob-Team                 | Bobsport        | 0642   | Olympiasieger                                       |